# Festival di Castrocaro 2015
La cinquantottesima edizione del Festival di Castrocaro si è svolta a Castrocaro Terme e Terra del Sole il 29 agosto 2015, presentata da Pupo in diretta su Rai 1. La finale è stata preceduta dal programma Obiettivo Castrocaro, cinque puntate incentrate sulla selezione dei finalisti nel corso delle undici tappe di semifinali avvenute in diverse località d'Italia, trasmesse su Rai in seconda serata 1 dal 24 al 28 agosto 2015..
Nel corso della finale, i dieci cantanti partecipanti, accompagnati da un'orchestra diretta dal maestro Stefano Palatresi, hanno gareggiato nella prima fase eliminatoria eseguendo delle cover di celebri cantanti italiani; di loro, solo i cinque finalisti hanno poi eseguito un brano inedito ciascuno.
Vincitrice dell'edizione Dalise con il brano Nuvole nella testa, che si è aggiudicata di diritto l'ingresso tra i partecipanti alle selezioni della sezione "Nuove Proposte" del Festival di Sanremo 2016. Il premio miglior brano inedito radiofonico va a Valentina Borchi con Invadi e prendi.

## Partecipanti
- Valentina Borchi
- Stefano Colli
- Stefano Corda
- Dalise
- Pietro Falco
- Ambra Falconi
- Simona Meda
- Sara Minelli
- Umberto Mulignano
- Velk

## Giuria
- Emanuele Filiberto di Savoia
- Cristiano Malgioglio
- Silvia Salemi (presidente di giuria)
- Max Tortora

## Ospiti
- Nek

## Ascolti
| Messa in onda  | Telespettatori | Share  |
| -------------- | -------------- | ------ |
| 29 agosto 2015 | 2.019.000      | 13,93% |